# Borovčići
Borovčići (cyr. Боровчићи) – wieś w Bośni i Hercegowinie, w Republice Serbskiej, w gminie Nevesinje. W 2013 roku liczyła 30 mieszkańców.